# Józef Raczyński

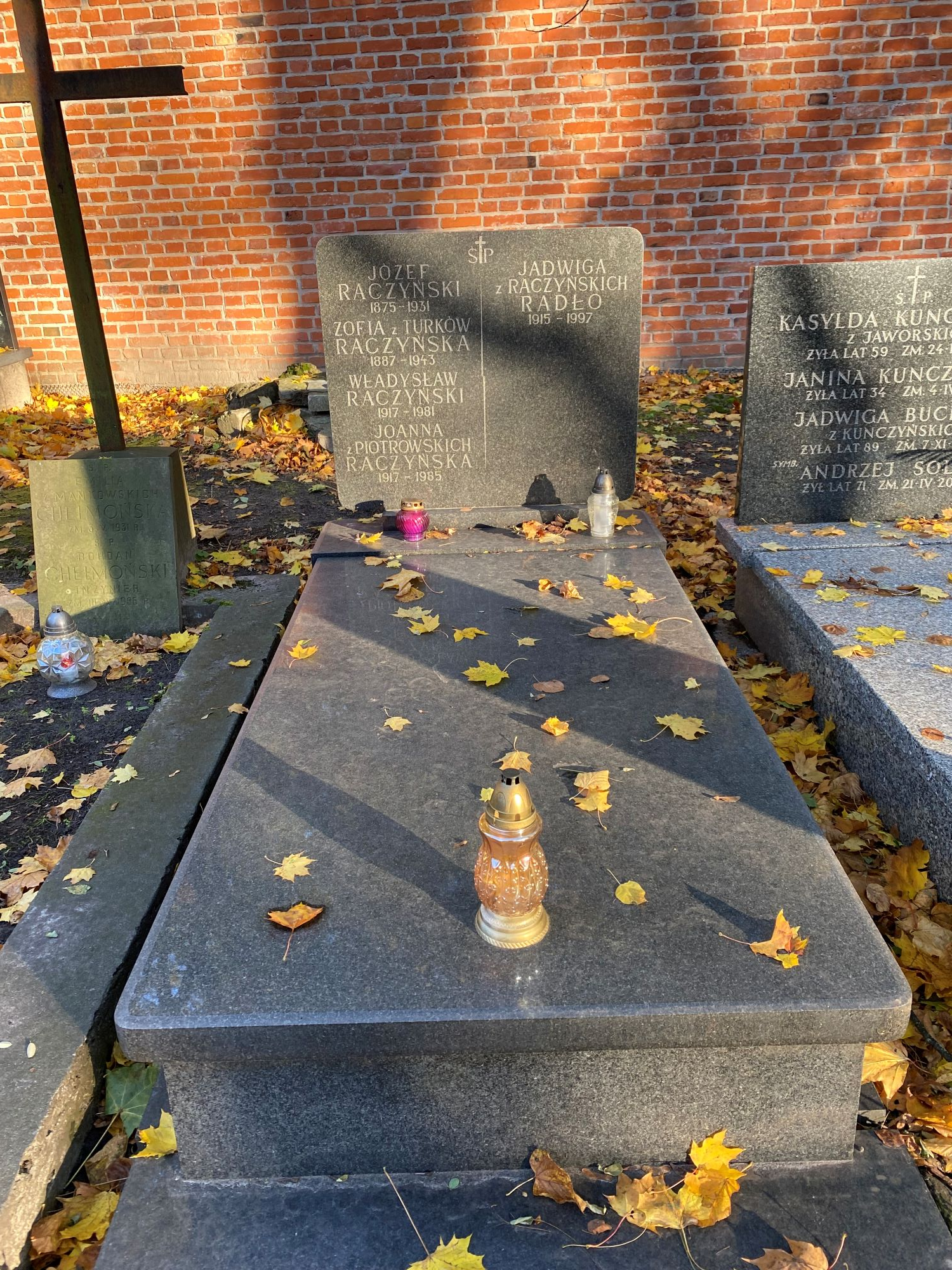
Grób Józefa Raczyńskiego

Józef Raczyński (ur. 19 marca 1874 w Baranowie, zm. 19 kwietnia 1931 w Warszawie) – polski działacz państwowy, minister rolnictwa i kierownik ministerstwa w kilku rządach II Rzeczypospolitej.

## Życiorys
Urodził się w rodzinie rzemieślniczej. W latach 1896–1901 studiował na Wydziale Prawa Uniwersytetu Jagiellońskiego, gdzie się doktoryzował. W latach 1901–1904 pracował w Dyrekcji Skarbowej w Krakowie. Od 1915 był sekretarzem i dyrektorem biura Towarzystw Rolniczych w Krakowie. Od 17 lutego 1921 do 26 maja 1923 był ministrem lub kierownikiem ministerstwa rolnictwa i dóbr państwowych w rządach: Witosa, Ponikowskiego (pierwszym i drugim), Śliwińskiego, Nowaka, Sikorskiego. Po przewrocie majowym, od 15 maja do 21 czerwca 1926 (w dwóch rządach K. Bartla) sprawował kierownictwo dwóch resortów: Ministerstwa Rolnictwa i Dóbr Państwowych oraz Ministerstwa Reform Rolnych. Uczestniczył w przygotowaniu licznych ważnych aktów normatywnych. Był ceniony jako fachowiec wysokiej klasy. W 1928 przeszedł na emeryturę. Do śmierci pełnił funkcję naczelnego dyrektora Centralnej Kasy Spółek Rolniczych im. Franciszka Stefczyka.
Zmarł 19 kwietnia 1931, był żonaty, miał dzieci. Został pochowany na cmentarzu Powązkowskim w Warszawie (kwatera 243 przed-1-9).

## Ordery i odznaczenia
- Krzyż Komandorski z Gwiazdą Orderu Odrodzenia Polski (27 grudnia 1924)[4]